# بعد از عروسی (فیلم ۲۰۰۶)
بعد از عروسی (به انگلیسی: After the Wedding) فیلمی محصول سال ۲۰۰۶ و به کارگردانی سوزان بیر است. در این فیلم بازیگرانی همچون مس میکلسن، سیسه بابد کنوسن، رولف لاسگورد، آستینه فیشر کریستنسن، مونا مالم ایفای نقش کرده‌اند.
در سال ۲۰۱۹ فیلم آمریکایی بعد از عروسی ساخته شد که بازسازی این فیلم محسوب می‌شود.